# Informationsläcka
En läcka, nyhetsläcka eller informationsläcka är när hemlig information sprids utanför en organisation till obehöriga, till exempel genom tillgång till organisationens IT-system. Till skillnad från en spion som avser att delge hemligheterna exklusivt till organisationens fiende, brukar en läcka ha i avsikt att delge hemligheterna till allmänheten genom massmedier. En typ av läcka är en visselblåsare som avslöjar olaglig eller annan olämplig verksamhet. Informationen kan också spridas oavsiktligt, till exempel genom att utdaterade datorer inte får minnena raderade innan de skrotas.
Vid dataintrång kan mycket stora mängder information, såsom inloggningsuppgifter, kontouppgifter och liknande, föras vidare.

## Historia
Under 2000-talet har olika tjänster på Internet används för att sprida information från läckor, bland annat Wikileaks och Openleaks. En av de största informationsläckorna i historien är de så kallade Panamadokumenten som läcktes 2016. 2011 rapporterades en detektiv vara källa till den stora läckan där den brittiska tidningen News of the World avslöjades ha avlyssnat flera personer. Efter Cambridge Analytica-skandalen där Facebooks data läckts till utomstående fick visselblåsaren Christopher Wylie viss uppmärksamhet.

## Exempel på läckor
- Deep Throat (Watergate)
- Chelsea Manning